# George Burianu
George Burianu (n. 20 august 1901, Brăila, România – d. 1996, Waterloo, Valonia, Belgia) a fost un pilot român de curse auto. A participat la Marele Premiu al Principatului Monaco, cu un Bugatti T35C, obținând locul al doilea, o performanță unică pentru un român în Formula 1, competiție cunoscută pe atunci sub numele de „Campionatul Mondial de Automobilism”. S-a clasat pe locul doi și la Marele Premiu al Spaniei din 1928. El a ajuns pilot de curse auto,datorită prietenului lui,Nazzaro . Acesta văzând potențialul brăileanului l-a trimis in Belgia,locul unde a decedat,pentru a merge mai departe . La doar 16 ani,George a plecat de acasa fiind pasionat de automobile,desi pe vremea aceea , fiind rarități.

## Legături externe
- „Biographie de Georges Bourianou”. Arhivat din original la 8 septembrie 2014..
- „Georges Bourianou”..
- „1928 Grand Prix”. Arhivat din original la 7 octombrie 2018..
- „Article George Burianu – unul dintre cei mai mari piloți”.